# 황금신부
《황금신부》는 2007년 6월 23일부터 2008년 2월 3일까지 방영된 SBS 주말극장이다.

## 기획 의도
베트남에서 시집 온 누엔진주와 그녀의 가족을 둘러싼 이야기를 담은 드라마

## 등장 인물

### 주요 인물
- 이영아 : 누엔진주 역

베트남 국적의 신라이따이한. 베트남 결혼정보회사 글로벌 웨딩의 통역사. 영롱하고 순수하며 단단한 아가씨. 자신의 유일한 혈육인 어머니의 눈이 멀기 전에 어머니와 자신을 버린 친아버지를 보게 해 주겠다는 소원 하나만으로 한국행을 결심하고 준우와 결혼한다. 자신을 거부하던 준우를 지극정성으로 치료해 당당한 사회인으로 만들어 행복한 가정을 꾸린다. 자신을 부정했던 친아버지 성일을 용서하고, '예원'에서 갈고 닦은 노력으로 '전통 떡' 사업을 일궈낸다.
- 송창의 : 강준우 역

영세 식품업체인 소망식품의 외아들. 명석하고 이지적인 두뇌와 누구보다 따뜻한 감성이 함께 숨쉬는 일등 신랑감. 서울대에서 경영학을 공부하고 군복무를 하던 중, 애인이었던 지영의 배신으로 충격을 받고 공황장애를 앓게 된다. 사회생활을 할 수 없을 정도로 폐인이 되지만, 진주와 결혼하여 병을 극복하고 진정한 사랑의 가치를 깨달아 나간다.
- 송종호 : 김영민 역

성일과 옥경의 맏아들. 집안을 책임지고 가업을 계승할 든든한 맏아들 노릇을 해 왔다. 시카고의 대학에서 MBA를 하던 중 역시 유학 중인 지영에게 반해 적극적인 프로포즈 끝에 결혼에 골인한다. 냉철하고 이성적이며 한치의 실수도 용납치 않은 완벽주의자. 결벽증 증세까지 있다. 판도라의 상자처럼 열리는 지영의 과거에 실망하고 이혼을 선택한다.
- 최여진 : 옥지영 역

준우의 전약혼녀이자 영민의 아내. 대기업체 회장의 운전기사로 근무한 아버지 밑에서 외동딸로 귀하게 자라 상류사회에 대한 동경이 크다. 준우를 사랑했지만 준우가 군복무 중인 공백기에 조건이 좋은 영민이 나타나자 흔들리고, 준우를 처참하게 버린다. 준우와의 과거가 파탄나면서 위기를 맞게 되고, 상류사회 품위 유지를 위해 다니던 '예원'에서 준우의 부인 진주와 대립한다.

### 준우네
- 김미숙 : 정한숙 역

준우의 어머니. 성일의 옛 애인이다. 평생 작업복을 벗지 못하는 부끄러운 남편 대신 자식에 대한 욕심이 지나쳐 허영과 오만까지 가지지만 자식들은 모두들 기대에 저버린다. 준우의 병으로 인해 진주를 어쩔 수 없이 며느리로 맞지만 진주의 진심 어린 태도에 감복, 진주에게 감사한 마음을 갖게 된다.
- 강신일 : 강우남 역

준우의 아버지. 영세 식품업체인 소망식품의 사장. 촌스럽고 무뚝뚝하지만 속정 깊고 가족을 위한다. 누구에게도 이해 받지 못하지만 진주만이 시부를 위로하고 한 편이 되어 합심으로 '전통 떡'을 부활시키려 한다.
- 홍은희 : 강원미 역

준우의 누나이자 푼수끼 넘치는 노처녀. 엄마의 등살로 음대에서 바이올린을 전공했다. 졸업 후 오케스트라에 뽑힐 실력도 못되어 동네 어린 아이들의 레슨 선생으로 간간히 용돈이나 벌면서 살아간다. 양쪽 집안의 반대에도 연하남 고시생 동구와 거짓 임신을 빌미로 결혼한다.
- 안미나 : 강세미 역

준우의 여동생이자 모델학과 재학생. 환상적인 미모와 S라인의 소유자이자 귀여운 바람둥이. 나이트클럽의 인기녀. 막상막하 유흥계의 지존이자 작업의 고수인 영수와 사랑에 빠져, 원수 사이인 어머니들의 반대에도 동거 생활에 돌입한다. 진주와 성일의 관계를 알게 되자 영수와 헤어지지만, 외국에 간 영수를 잊지 못하고 4년 후에 재회한다.
- 박미선 : 강군자 역

우남의 늦둥이 동생. 뭐 하나 신통하게 풀리지 않는 애물단지. 남자에 대한 상처로 남성불신에 퉁명스럽고 가진 건 힘뿐이다. 오빠 회사에서 경리를로 첫 출근을 하지만 경리 자리를 차지하기 위해 라이벌 벽수와 사사건건 부딪힌다. 미운 정이 들어 결국 벽수와 결혼한다.

### 영민네
- 임채무 : 김성일 역

국내 굴지의 식품회사 '웰빙후드' 대표. 영민, 영수의 아버지. 한숙과 연인 사이로 발전하나 두 사람의 편지 배달을 하던 옥경의 적극적인 대시에 옥경과 결혼한다. 겉으로는 멋지고 낭만적인 모범가장이자 재력가지만, 알고 보면 애정 전과자이자 바람둥이이다. 베트남에서 리엔 팜과의 짧은 사랑 끝에 낳은 친딸 진주를 부정하며 매정하게 외면하지만, 가정이 풍비박산 나자 후에 참회한다.
- 견미리 : 양옥경 역

성일의 아내이자 영민, 영수의 어머니. 한숙의 고교후배이자 교회동생으로 친언니처럼 한숙을 따랐지만, 한숙의 애인이었던 성일을 짝사랑하여 가로채고 만다. 동창회 때마다 한숙의 기를 죽이며 남편의 애정공세를 자랑하고, 아들대에 얽힌 구원으로 웬수 사이가 깊어진다. 지영이 준우와 과거 애인이었던 사실과 성일이 진주의 친아버지라는 사실을 알게 되자 엄청난 충격을 받는다.
- 김희철 : 김영수 역

영민의 동생. 강남의 전설적인 작업남. 깜찍한 된장녀 세미에게 필이 꽂혀 양쪽 집안의 반대에도 무릅쓰고 동거에 돌입한다. 빈털터리로 내팽겨진 잔혹한 현실 앞에 점차 철이 들어간다. 아버지의 과거에 충격을 받고 옥경과 외국으로 떠난다. 4년 후, 자신을 기다려준 세미와 감동적인 재회를 한다.

### 그 외 인물
- 정혜선 : 허복례 역

성일의 이모이자 고급 요리 강습소 '예원'의 주인. 상류층 며느리를 대상으로 돈을 벌지만 마음속으로는 돈지랄이라며 비웃는 괴팍한 노인네. 자신의 문하생이자 라이벌로 맞붙은 지영과 진주의 요리 대결을 보며 장인으로서의 흐뭇함을 맛본다.
- 김경식 : 허동구 역

세미의 복학생 선배이자 무늬만 고시 준비생. 세미를 쫓아다니며 물량 공세를 퍼붓는다. 이를 막기 위해 팔 걷고 나선 세미의 언니이자 연상의 여인인 원미와 사랑에 빠지고, 한숙과 만덕의 필사적인 반대에도 원미와 결혼에 골인한다. 고시에 합격하여 4년 후 어엿한 검사가 된다.
- 권해효 : 차벽수 역

수줍음과 섬세함을 겸비한 소녀 같은 남자. 빨래, 요리, 뜨개질, 십자수 놓기가 취미이자 특기인 섬세한 남자. 육남매의 맏이로 우남 밑에서 일을 배우며 동생들을 뒷바라지 한다. 라이벌 군자와 밥그릇을 놓고 대결을 하게 되고 결국 사랑에 빠져 결혼한다.
- 뉴꾸인 : 리엔 팜 역

진주의 생모. 성일과의 짧은 사랑 끝에 진주를 낳고, 과거의 사랑을 잊지 못하고 평생을 미혼모로 진주를 키운다. 평생 소원은 남편을 살아생전 다시 만나는 것. 망막세포변성증으로 시력을 상실할 위기에 처하자 진주가 엄마의 소원을 이뤄주기 위해 한국행을 결심, 아빠를 수소문한다. 마지막회에 인공 망막 수술을 받게 된다.
- 김지영 : 맹만덕 역

허동구의 어머니. 강원도 산골에서 아들 하나 잘 키운 것을 자랑으로 여기며 사는 할머니. 한숙과 마찬가지로 아들 동구와 원미의 결혼을 극구반대한다. 원미에게 호된 시집살이를 시키려 하나 늘 허탕을 치고 역으로 본인이 당한다.
- 김웅 : 연기 역

미스테리 인물. 복려의 곁에서 비서 같이 지키며 동반자로 동거동락한다. 각 분야에 뛰어난 지식을 겸비한 이지적인 인물로 인간에 대한 깊은 통찰력이 있다. 말을 하지 못해, 필담과 수화로 한다. 후에 진주에게 심적으로 도움을 준다.
- 공현주 : 차인경 역

준우의 대학 후배로 지영과도 친분이 있다. 대학 시절 준우를 짝사랑하며 멀리서 지켜만 보았다. 준우가 자신이 일하는 회사에 들어오자 아내 진주를 무시하고 준우에게 적극적으로 대시하여 진주를 괴롭게 하는 인물. 진주에 대한 준우의 사랑이 깊다는 것을 깨닫고 40회에 뉴욕 본사로 근무하러 가는 설정으로 하차한다.
- 김청 : 지영 모 역

지영의 어머니로 파탄적인 모성을 보여주는 인물. 남자에게 속아 전 재산을 사기당한 세상물정 모르는 여자로 알코올 중독 증세까지 있다. 사기죄로 형무소에서 복역을 하고 나와 지영의 시댁 식구들에게 접근하여 지영의 결혼 생활을 뒤흔들어 놓는다. 옥경에게 지영의 이혼을 설득하겠다는 핑계로 돈을 챙긴 후 50회에 미국으로 출국하며 하차한다. 후에 외국인과 재혼한다.
- 차재돌 : 강우주 역

진주와 준우의 아들. 준우의 '우'와 진주의 '주'를 따서 지은 이름. 4년이 흐른 마지막회에서 등장한다.
- 손범규 : 방송진행자 역
- 서주성 : 채문석 역
- 김희라

## 시청률
AGB닐슨 미디어리서치에 따르면, 1회 시청률 11.8%로 출발한 황금신부는 방송 4회만에 21.6%를 기록하며 20%를 돌파했다. 30.2%의 시청률로 종영하였으며 평균 시청률은 22.1%, 최고 시청률은 31.1%(1월 20일 방영분)이다.

## 결방과 연장
- 2007년 8월 18일 : 8시 45분부터 FIFA U-17 월드컵 <페루 VS 한국> 중계 편성으로 결방
- 2007년 9월 9일 : 6시 50분부터 FIFA U-17 월드컵 결승전 중계 편성으로 결방
- 2007년 12월 27일 : 황금신부 방영 분량이 50부작에서 14회 연장되어 64부작으로 변경, 확정되었다.

## 수상
- 2007년 SBS 연기대상 연속극 부문 남자 연기상 임채무
- 2007년 SBS 연기대상 연속극 부문 여자 연기상 견미리
- 2007년 SBS 연기대상 특별상 뉴꾸인
- 2007년 SBS 연기대상 10대 스타상 이영아, 송창의
- 2007년 SBS 연기대상 뉴스타상 송종호, 최여진
- 2008년 제3회 서울 드라마 어워즈 우수작품상 - 장편 작품상

## 참고 사항
- 단순한 선악구도와 지나친 우연의 남발 등의 지적을 받기도 했다. 그러나 눈물 설정과 감초 인물들의 코믹한 활약을 균형 있게 끌고 가는 저력을 보여줬고, 가족의 소중함에 대한 주제를 시종일관 부각시키며 안방 팬들의 큰 호응을 얻었다.[3]
- 김청(지영 모 역)의 2년 만의 안방극장 복귀작이다.[4]
- 김경식(허동구 역)은 95년 개그드라마 <두 형사>[5] 이후 해당 작품을 통해 SBS 정극 고정 출연을 했는데 권해효 (차벽수 역)는 <두 형사>에서 김경식과 호흡을 맞췄다.[6]
- 방송 내내 한국으로 시집온 베트남 며느리들의 절대적인 지지를 받았으며, 이에 대한 보답으로 제작진은 종방연에서 성금 700여만 원을 모아 한국에 살고 있는 형편이 어려운 베트남인에게 전달하였다.[7]

## 경쟁 프로그램
- 행복한 여자 (KBS 2TV)
- 며느리 전성시대 (KBS 2TV)
- 엄마가 뿔났다 (KBS 2TV)
- 문희 (MBC)
- 깍두기 (MBC)
- 천하일색 박정금 (MBC)